# Niyazi (compositeur)
Pour les articles homonymes, voir Niazi.
Tağızadə-Hacıbəyov Niazi Zülfüqar oğlu ou Niazi, né le 20 août 1912 à Tiflis et mort le 2 août 1984 à Bakou, est un compositeur, chef d’orchestre et auteur de la musique pour le cinéma azerbaïdjanais,,. Membre du PCUS depuis 1942.

## Biographie
Fils du compositeur Zülfüqar Hacıbəyov et neveu de Üzeyir Hacıbəyov, Tağızadə-Hacıbəyov Niazi Zülfüqar oğlu nait à Tiflis alors dans l'Empire russe.
Élève de Mikhaïl Gnessine en 1925-1926, il poursuit sa formation sous la direction de Haro Stepanyan au conservatoire Komitas d'Erevan et sous la direction de Gavriil Popov à l'école musicale Moussorgski de Saint-Pétersbourg (1929-1930), puis à l'Académie de musique Hajibeyov de Bakou, dans la classe de Leopold Rudolf. 
En 1932-1933, il est chef du département de la science, de la littérature et de l'art du Commissariat populaire à l'éducation de la république socialiste soviétique autonome du Daghestan. En 1935-1937, responsable de la section musicale des studios Azerbaïdjanfilm. En 1937–1938, il est directeur artistique d'orchestre de variétés d'Azerbaïdjan. En 1938-1944, il est vice-président du comité d'organisation, puis, à partir de 1956 - membre du conseil d'administration de l'Union des compositeurs de la RSS d'Azerbaïdjan.
En 1937-1948, il est chef d'orchestre. En 1951-1952 et 1958-1959, il est chef d'orchestre principal, en 1961-1965, - directeur artistique du Théâtre national académique azerbaïdjanais d'opéra et de ballet. Dans le même temps, depuis 1938 (avec interruptions) - directeur artistique et chef d'orchestre de l'Orchestre symphonique Üzeyir Hacıbəyov. En 1946, il devient le lauréat du concours de chefs d'orchestre de l'Union soviétique.
En 1960-1961, chef d'orchestre principal du théâtre d'opéra et de ballet Kirov de Leningrad. Depuis 1979, directeur du théâtre philharmonique national d’Azerbaïdjan.
Il est député du 11e Soviet suprême de l'Union soviétique (1984). 
Mort à Bakou, il est enterré dans l'Allée de l'honneur de Bakou. 

## Œuvres

### Opéras
- 1920 (cantate, 1940)
- Khosrow et Chirine (1942), d'après le poème éponyme de Nizami

### Ballets
- Çitra (1961)

### Compositions symphoniques
- Suite de Zaqatala (1934)
- Lezginka (1939)
- Le Combat (ouverture-fantaisie, 1943)
- À la mémoire des héros (1944)
- Rast (mugham symphonique, 1949)
- Valse (1954)
- Suite du ballet Çitra (1970)
- Poème pour piano et orchestre symphonique (1945)

### Musique de films
- 1936 : Almaz de Ağarza Quliyev et Qriqori Braginski, d'après la pièce de théâtre éponyme de Cəfər Cabbarlı
- 1936 : Türk qadınının baharı de Seyfulla Bədəlov
- 1939 : Les paysans de Samad Mardanov
- 1940 : Nouveaux horizons d'Qriqori Braginski et Aga-Rza Kuliyev
- 1973 : Rustam et Sukhrab de  Boris Kimyagarov
- 1989 : Vostochnaya plutovka de Melis Abzalov

## Distinctions
- Héros du travail socialiste
- artiste du peuple de la république socialiste soviétique d'Azerbaïdjan (1955)
- artiste du peuple de l'URSS (1959)
- ordre de Lénine (1976, 1982)
- ordre de la révolution d'Octobre (1971)
- ordre du Drapeau rouge du Travail (1967)
- ordre de l'Insigne d'honneur (1938)
- prix Staline (1951), pour une série de concerts
- prix Staline (1952), pour son travail de chef d'orchestre lors de la représentation du ballet Gülşən de Soltan Hacıbəyov